# Kościół w Fröjel
Kościół w Fröjel – świątynia należąca do diecezji Visby Kościoła Szwecji. Znajduje się w południowo-zachodniej części Gotlandii.

## Architektura
Istnieją podejrzenia, że w zamierzeniu budowniczych ów kościół miał być nie tylko świątynią, ale również miejscem schronienia dla mieszkańców w razie takiej konieczności. Wskazują na to takie elementy, jak położenie na wzniesieniu, niedaleko morza, kształt świątyni przypominający twierdzę, a także położone nieopodal ruiny średniowiecznej wieży obronnej. Warto zauważyć, że świątynię wzniesiono w pobliżu przedchrześcijańskiego labiryntu (których na Gotlandii istnieje wiele).
Kościół zbudowano z wapienia. Najstarszą jego częścią, pochodzącą z końca XII wieku, jest nawa. Wieża jest nieco późniejsza, natomiast duże prezbiterium pochodzi z około 1300 roku i zostało wzniesione w stylu gotyckim (podczas gdy starsza część kościoła reprezentuje styl romański). Podejrzewa się, że istniał zamiar przebudowania całego kościoła w stylu gotyckim, jednak z jakiegoś powodu uczyniono to tylko z prezbiterium.

## Wnętrze

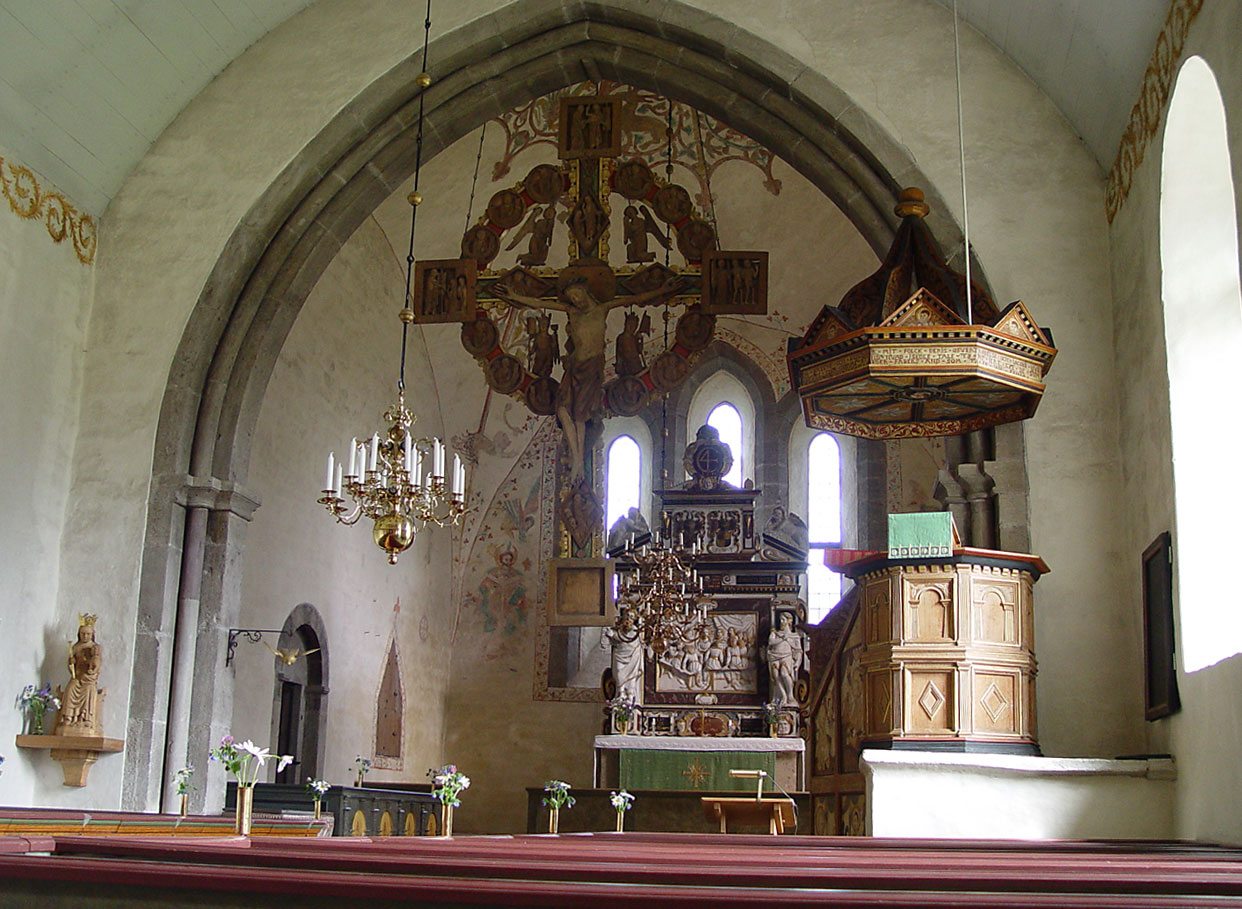
Wnętrze

Wnętrze świątyni kryje kilka średniowiecznych fresków przedstawiających smoki, jelenie, lwy i gryfy, a także anioła i biskupa. Datuje się je na początek XIV wieku. Podstawę chrzcielnicy wykonał Bizantios, natomiast górna jej część jest XIV-wieczna. W kościele znajduje się także duży średniowieczny krzyż triumfalny. Ołtarz i ambona pochodzą z XVII wieku.
W 2024 roku kościół przeszedł renowację.